# Ponte Tron
Ponte Tron ili Ponte de la Piavola (hr. Most (obitelji) Tron ili Most lutakaje most koji premošćuje Kanal Orseolo kod Zaljeva Orseolo (Bacino Orseolo) u sestieru San Marco u Veneciji, Italija. 
Most se nalazi vrlo blizu Trga svetog Marka i povezuje Trg s Teatrom La Fenice ulicom Frezzaria.

## Povijest
Most je podignut krajem 1840.u dijelu Venecije gdje je dosta kuća imala aristokratska porodica Tron (oni su dali i jednog dužda - Nicolò Tron 1471.), zbog tog je most službeno nazvan po njihovom prezimenu - Ponte Tron. Venecijanci ga zbog njegovih malih dimenzija radije zovu Ponte de la Piavola (Most lutaka). To je jedan od 400 venecijanskih mostova, građen od istarskog kamena, s balustradama i kartušem u sredini na kojem je reljef simbola Mletačke Republike - mletački lav, kod kojeg se parkiraju brojni gondoljeri.

## Vanjske poveznice
|  | Zajednički poslužitelj ima još gradiva o temi Ponte Tron |

- Ponte Tron o della Piavola (Ponti di Venezia) (tal.)